# Superheroes (chanson de Daft Punk)
Pistes de Discovery
Nightvision High Life
Superheroes est une chanson électro du groupe Daft Punk et est la septième piste de l'album Discovery. 
Elle est caractérisée par un vers samplé durant le début de la piste.
Le clip raconte la délivrance du groupe The Crescendol's mis à part Stella lors du grand concert par l'un de leurs compagnons extraterrestre. 

## Sample
La chanson emprunte un sample du morceau Who's Been Sleeping In My Bed de Barry Manilow. Le premier vers du morceau de Manilow: Something's in the air, est samplé et répété plusieurs fois à la suite dans la chanson de Daft Punk.

## Vidéoclip
Le clip de la chanson, comme pour les autres morceaux de l'album Discovery, est extrait du film Interstella 5555: The 5tory of the 5ecret 5tar 5ystem. 